# Шалије
Шалије (фр. Chaliers) насеље је и општина у централној Француској у региону Оверња, у департману Кантал која припада префектури Сен Флур.
По подацима из 2011. године у општини је живело 200 становника, а густина насељености је износила 10,89 становника/km². Општина се простире на површини од 18,37 km². Налази се на средњој надморској висини од 835 метара (максималној 1.002 m, а минималној 728 m).

## Демографија
| 1962. | 1968. | 1975. | 1982. | 1990. | 1999. | 2011. |
| ----- | ----- | ----- | ----- | ----- | ----- | ----- |
| 204   | 236   | 218   | 214   | 227   | 196   | 200   |

График промене броја становника у току последњих година